# Nový Špičák
Nový Špičák (dříve také Nový Spitzenberg, německy Neuspitzenberg) je zaniklá ves v katastrálním území Jablonec u Českého Krumlova, na území vojenského újezdu Boletice v okrese Český Krumlov. Ves byla založena v 18. století, byla osadou obce Starý Špičák. Zanikla v souvislosti se zřízením vojenského výcvikového prostoru. Ves (stejně jako Starý Špičák, od kterého byl Nový Špičák vzdálen necelý jeden kilometr jihovýchodně) se jmenovala podle asi dva kilometry jižně vzdálené hory Špičák (1221 metrů) v Želnavské hornatině. První písemná zmínka o obci pochází z roku 1415. U soutoku Knížecího potoka s potokem Špičák byl mlýn.

## Obyvatelstvo
|           | 1869 | 1880 | 1890 | 1900 | 1910 | 1921 | 1930 |
| --------- | ---- | ---- | ---- | ---- | ---- | ---- | ---- |
| Obyvatelé | 145  | 140  | 112  | 114  | 104  | 92   | 92   |
| Domy      | 18   | 18   | 19   | 20   | 18   | 19   | 18   |